# Campeonato de Clubes de la CFU 2005
La Copa de clubes Campeones de la CFU 2006 fue la VIII edición en la historia del Campeonato de Clubes de la CFU. Se disputó entre el 27 de septiembre de 2005 y el 11 de diciembre de 2005.
La disputaron clubes titulares de Jamaica, Surinam, Antillas Neerlandesas, Santa Lucía, Antigua y Barbuda y Dominica, así como el de Islas Vírgenes de Estados Unidos, cuya federación, luego de anteriores intentos, al fin pudo enviar un club a participar en este torneo. Por otro lado, se registró el debut de un equipo de Aruba. Mientras tanto, se produjo la deserción del club North East Stars, por lo que Trinidad y Tobago se ausentó de esta competición por primera vez.
El campeón fue el Portmore United de Jamaica, que al vencer al Robinhood de Surinam en la final, se hizo con el único cupo disponible para la zona caribeña en la Copa de Campeones de la Concacaf 2006.

## Primera Ronda
| Fecha                                               | Equipo local | Resultado | Equipo visitante |
| --------------------------------------------------- | ------------ | --------- | ---------------- |
| 27 de septiembre de 2005                            | Britannia    | 1 - 2     | Robinhood        |
| 29 de septiembre de 2005                            | Robinhood    | 2 - 0     | Britannia        |
| Robinhood Clasifica por un marcador global de (4-1) |              |           |                  |

| Fecha                                              | Equipo local | Resultado | Equipo visitante |
| -------------------------------------------------- | ------------ | --------- | ---------------- |
| 23 de septiembre de 2005                           | Sagicor      | 0 - 6     | Bassa SC         |
| 25 de septiembre de 2005                           | Bassa SC     | 2 - 1     | Sagicor          |
| Bassa SC clasifica por un marcador global de (8-1) |              |           |                  |

| Fecha                                              | Equipo local            | Resultado | Equipo visitante        |
| -------------------------------------------------- | ----------------------- | --------- | ----------------------- |
| 22 de septiembre de 2005                           | RD Grand Bazaar Dublanc | 1 - 2     | Hoppers FC              |
| 24 de septiembre de 2005                           | Hoppers FC              | 4 - 0     | RD Grand Bazaar Dublanc |
| Hoppers FC clasifica con un marcador global de 6-1 |                         |           |                         |

| Fecha                                                | Equipo local | Resultado | Equipo visitante |
| ---------------------------------------------------- | ------------ | --------- | ---------------- |
| 12 de septiembre de 2005                             | Royal '95    | 0 - 0     | Victory Boys     |
| 24 de septiembre de 2005                             | Victory Boys | 3 - 1     | Royal '95        |
| Victory Boys clasifica con un marcador global de 3-1 |              |           |                  |

| Fecha                                                      | Equipo local       | Resultado | Equipo visitante   |
| ---------------------------------------------------------- | ------------------ | --------- | ------------------ |
| 12 de septiembre de 2005                                   | Northern United AS | 0 - 2     | Positive Vibes     |
| 1 de octubre de 2005                                       | Positive Vibes     | 0 - 5     | Northern United AS |
| Northern United AS clasifica con un marcador global de 5-2 |                    |           |                    |

## Cuartos de final
| Fecha                                                 | Equipo local | Resultado | Equipo visitante |
| ----------------------------------------------------- | ------------ | --------- | ---------------- |
| 12 de octubre de 2005                                 | Robinhood    | w/o       | North East Stars |
| Robinhood Clasifica, North East Stars se retiró (3-0) |              |           |                  |

| Fecha                                                   | Equipo local  | Resultado | Equipo visitante |
| ------------------------------------------------------- | ------------- | --------- | ---------------- |
| 12 de octubre de 2005                                   | Bassa SC      | 1 - 1     | Centro Barber    |
| 25 de septiembre de 2005                                | Centro Barber | 6 - 2     | Bassa SC         |
| Centro Barber clasifica por un marcador global de (7-3) |               |           |                  |

| Fecha                                                    | Equipo local    | Resultado | Equipo visitante |
| -------------------------------------------------------- | --------------- | --------- | ---------------- |
| 14 de octubre de 2005                                    | Hoppers FC      | 0 - 3     | Portmore United  |
| 29 de octubre de 2005                                    | Portmore United | 7 - 0     | Hoppers FC       |
| Portmore United clasifica con un marcador global de 10-0 |                 |           |                  |

| Fecha                                                      | Equipo local       | Resultado | Equipo visitante   |
| ---------------------------------------------------------- | ------------------ | --------- | ------------------ |
| 21 de octubre de 2005                                      | Voctory Boys       | 1 - 1     | Northern United AS |
| 29 de octubre de 2005                                      | Northern United AS | 1 - 0     | Victory Boys       |
| Northern United AS clasifica con un marcador global de 2-1 |                    |           |                    |

## Semifinales
| Fecha                                               | Equipo local       | Resultado | Equipo visitante   |
| --------------------------------------------------- | ------------------ | --------- | ------------------ |
| 9 de noviembre de 2005                              | Robinhood          | 3 - 1     | Northern United AS |
| 23 de noviembre de 2005                             | Northern United AS | 2 - 4     | Robinhood          |
| Robinhood Clasifica con un marcador global de (7-3) |                    |           |                    |

| Fecha                                                     | Equipo local    | Resultado | Equipo visitante |
| --------------------------------------------------------- | --------------- | --------- | ---------------- |
| 30 de noviembre de 2005                                   | Centro Barber   | 1 - 3     | Portmore United  |
| 3 de diciembre de 2005                                    | Portmore United | 0 - 1     | Centro Barber    |
| Portmore United clasifica por un marcador global de (3-2) |                 |           |                  |

## Final
| Fecha                                                     | Equipo local    | Resultado | Equipo visitante |
| --------------------------------------------------------- | --------------- | --------- | ---------------- |
| 9 de diciembre de 2005                                    | Robinhood       | 2 - 1     | Portmore United  |
| 11 de diciembre de 2005                                   | Portmore United | 4 - 0     | Robinhood        |
| Portmore United Clasifica con un marcador global de (5-2) |                 |           |                  |

| Portmore United 1º título |

## Goleadores
|    | Jugador          | Club            | Goles |
| -- | ---------------- | --------------- | ----- |
| 1. | Amakitie Massie  | Robinhood       | 4     |
| 2. | Jamie Thomas     | Bassa SC        | 3     |
| 2. | Steven Morrissey | Portmore United | 3     |